# Condado de Kneehill
El condado de Kneehill es un distrito municipal canadiense situado en la provincia de Alberta.

## Superficie
Kneehill tiene una superficie de 3373,4 km².

## Demografía
En 2021, tenía 4992 habitantes, una densidad poblacional de 1,5 hab./km², y 1912 viviendas.